# Boarmia acrotypa
Boarmia acrotypa är en fjärilsart som beskrevs av Turner 1917. Boarmia acrotypa ingår i släktet Boarmia och familjen mätare. Inga underarter finns listade i Catalogue of Life.